# 크리스티나 피클스
크리스티나 피클스(Christina Pickles, 1935년 2월 17일 ~ )는 잉글랜드의 배우이다.

## 출연 작품
- 웨딩 싱어